# نسخه لباس شنای اسپورتس ایلاستریتد
نسخه لباس شنای اسپورتس ایلوستریتد (انگلیسی: Sports Illustrated Swimsuit Issue) را مجلهٔ اسپورتس ایلوستریتد به صورت سالانه منتشر می‌کند و در آن تصاویر مدل‌های زن با لباس شنا در مکان‌های مختلف جهان چاپ می‌شود. حضور در کاور آرت این شماره غالباً به عنوان بزرگترین موفقیت در دنیای مدلینگ قلمداد می‌شود. تبلیغات در این شماره نیز رونق بسیاری دارد و تخمین زده می‌شود که در سال ۲۰۰۵ ارزش تبلیغات در آن به ۳۵ میلیون دلار می‌رسیده‌است. اولین نسخهٔ لباس شنای اسپورتس ایلوستریتد در ۱۹۶۴ منتشر شد و از آن پس هر سال در ماه فوریه منتشر می‌شد، ولی از سال ۲۰۱۹ انتشار آن به ماه مه تغییر یافت.